# ЭП2К
ЭП2К (Электровоз Пассажирский, тип 2, Коллекторный тяговый привод) — российский пассажирский шестиосный электровоз постоянного тока, выпускаемый Коломенским заводом. Первый серийный пассажирский электровоз постоянного тока в истории российского электровозостроения. Электрическую часть для ЭП2К выпускает Новочеркасский электровозостроительный завод и Калужский научно-производственный электромеханический завод.

## История создания и выпуска

### Предпосылки к появлению
К началу 2000-х годов на электрифицированных железных дорогах России основой парка пассажирских электровозов являлись локомотивы ЧС производства чехословацкого завода Škoda. В то время как для вождения длинных составов применялись двухсекционные восьмиосные электровозы ЧС6, ЧС7 и ЧС8, выпускавшиеся в 80-х и 90-х годах, для вождения составов средней длины использовались односекционные шестиосные электровозы ЧС2 и ЧС2Т на линиях постоянного тока и ЧС4/ЧС4Т на линиях переменного тока, многие из которых были выпущены в период 60-х и 70-х годов и потому были в значительной степени изношены, а также морально устарели. Электровозы ЧС2 и ЧС2Т эксплуатировались преимущественно на Московской и Октябрьской железных дорогах с наиболее напряжённым пассажиропотоком, что способствовало их износу и требовало замены на новые локомотивы схожего класса. Поэтому, наряду с глубокой модернизацией электровозов ЧС2 на Ярославском электровозоремонтном заводе, РЖД приняло решение о проектировании новых локомотивов российского производства.
Основным производителем электровозов в России был Новочеркасский электровозостроительный завод, однако его силы на начало 2000-х годов были отведены на выпуск пассажирских электровозов переменного тока ЭП1 и создание новых грузовых электровозов переменного тока Э5К и 2ЭС5К. Поэтому для создания электровозов постоянного тока был выбран Коломенский завод, имевший большой опыт в производстве пассажирских тепловозов с электрической передачей. Годом ранее завод выпустил новый пассажирский тепловоз ТЭП70БС (изначально ТЭП70А), являющийся глубокой модернизацией хорошо зарекомендовавших себя тепловозов ТЭП70. Ещё раньше, в конце 1990-х годов, завод выпустил два опытных скоростных пассажирских электровоза переменного тока ЭП200, которые хорошо показали себя на испытаниях, но оказались невостребованными из-за отсутствия скоростных линий переменного тока.
В 2003 году ОАО «РЖД» заключило контракт с Коломенским заводом на создание нового шестиосного пассажирского электровоза, по техническим характеристикам схожего с электровозами ЧС2Т. Электровоз требовалось создать в сжатые сроки к концу 2005 года, и с целью ускорения разработки специалистами завода было предложено за основу конструкции механической части использовать конструкцию нового перспективного тепловоза ТЭП70БС. На специальном выездное заседании, возглавляемое министром путей сообщения Геннадием Фадеевым, это предложение было одобрено. Главным конструктором локомотива стал Анатолий Подопросветов.
Хотя за основу конструкции была взята механическая часть и кузов тепловоза ТЭП70, в процессе проектирования многие узлы кузова и тележек будущего локомотива были значительно переработаны. Для оснащения локомотива решено максимально использовать комплектующие российского производства. Электрооборудование для локомотивов должен был поставлять Новочеркасский завод. Проектные работы по созданию локомотива были завершены в 2005 году одновременно с завершением сертификации тепловоза ТЭП70БС-001.

### Выпуск
Производство первого опытного образца электровоза ЭП2К было начато в середине 2005 года одновременно с переходом завода на серийный выпуск тепловозов ТЭП70БС. В декабре 2005 года сборка электровоза была завершена, а 3 февраля состоялась его презентация на заводе. Электровоз получил оригинальную красно-белую окраску с голубой полосой. 14 июля 2006 года на электрифицированном участке пути тепловозосборочного цеха электровоз впервые проехал своим ходом. В испытаниях локомотива принимал участие главный конструктор Анатолий Подопросветов, вице-президент ОАО «РЖД» Валентин Гапановичи заместитель начальника Департамента локомотивного хозяйства ОАО «РЖД» Давид Киржнер.  После первичных заводских испытаний электровоз был отправлен на ходовые испытания. Вскоре в конце 2006 года был выпущен второй электровоз, который также был направлен в опытную эксплуатацию. Этот электровоз имел немного изменённую схему окраски с увеличением количества белого цвета и некоторые изменения в оборудовании, в частности вместо электромашинного преобразователя собственных нужд был применён более экономичный статический преобразователь. Во время испытаний электровозы ЭП2К показали соответствие проектных технических и эксплуатационных характеристик техническому заданию, после чего они были успешно были сертифицированы и рекомендованы к серийному производству.
С 2008 года завод начал серийный выпуск локомотивов этой серии, продолжающийся по настоящее время. В процессе выпуска в конструкцию локомотивов вносились небольшие изменения. Электровозы по номер 036, за исключением 029 и 031 выходили с завода в красно-бело-голубом окрасе, электровозы 029, 031, 037—100 и 102—108 — в красном, а в дальнейшем все электровозы 109—499 и 505 получали с завода корпоративную красно-серую окраска РЖД.
В сентябре 2024 завод выпустил юбилейный электровоз под номером 500 с новым дизайном лобовой части в стиле «ДНК». Кабина электровоза  по краям получила новые диагональные угловые обводы, диагональные узкие светодиодные буферные фонари и утопленный в корпус прожектор трапециевидной формы. С завода электровоз получил эксклюзивную красно-черную окраску. Такой же дизайн лобовой части получили и все последующие электровозы, начиная с 501, за исключением локомотива под номером 505. Эти электровозы получили с завода голубо-серо-белую окраску поезда «Аврора».
Данные по выпуску электровозов ЭП2К по годам приведены в таблице:

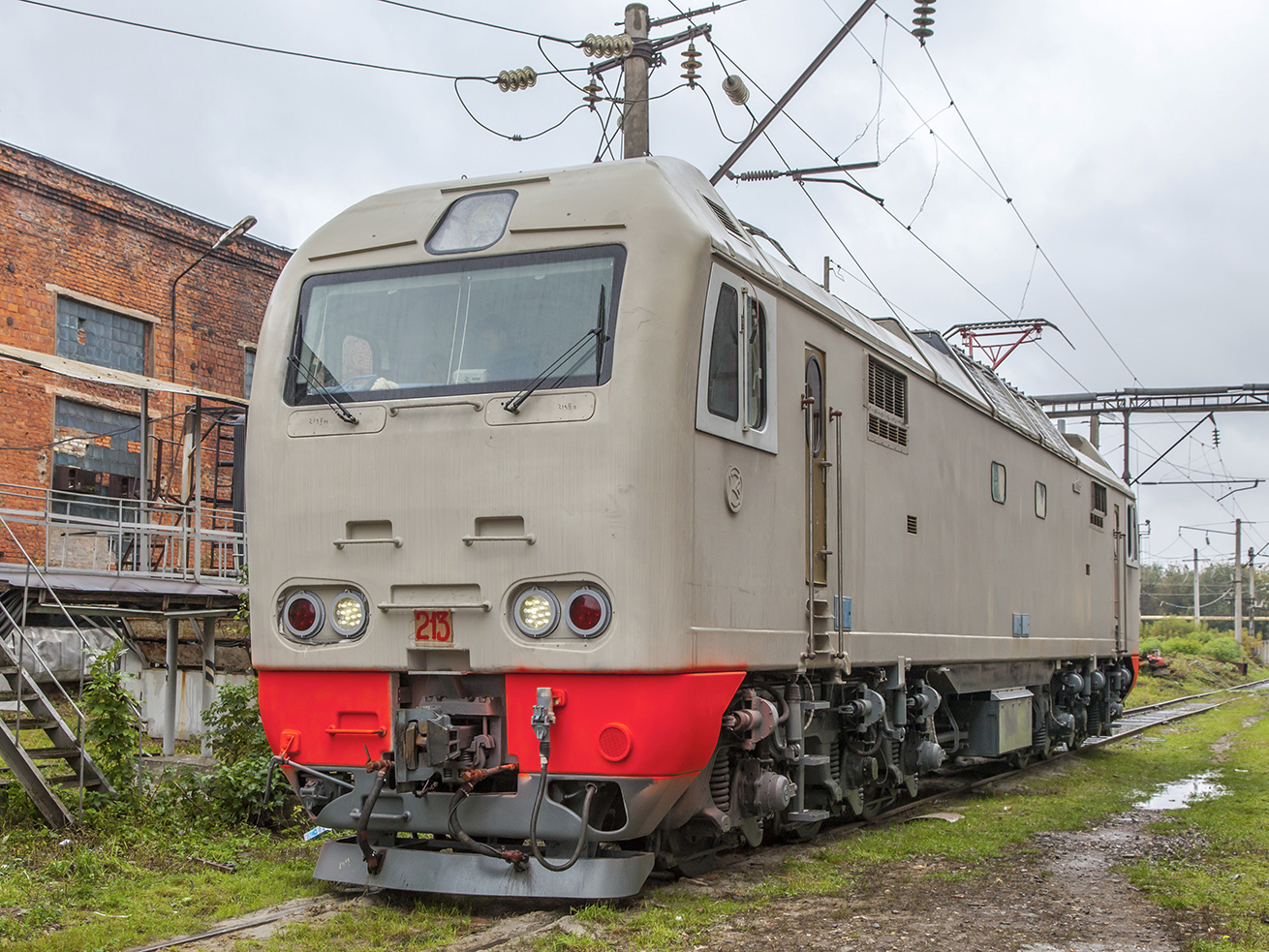
Неокрашенный ЭП2К-213 на территории завода

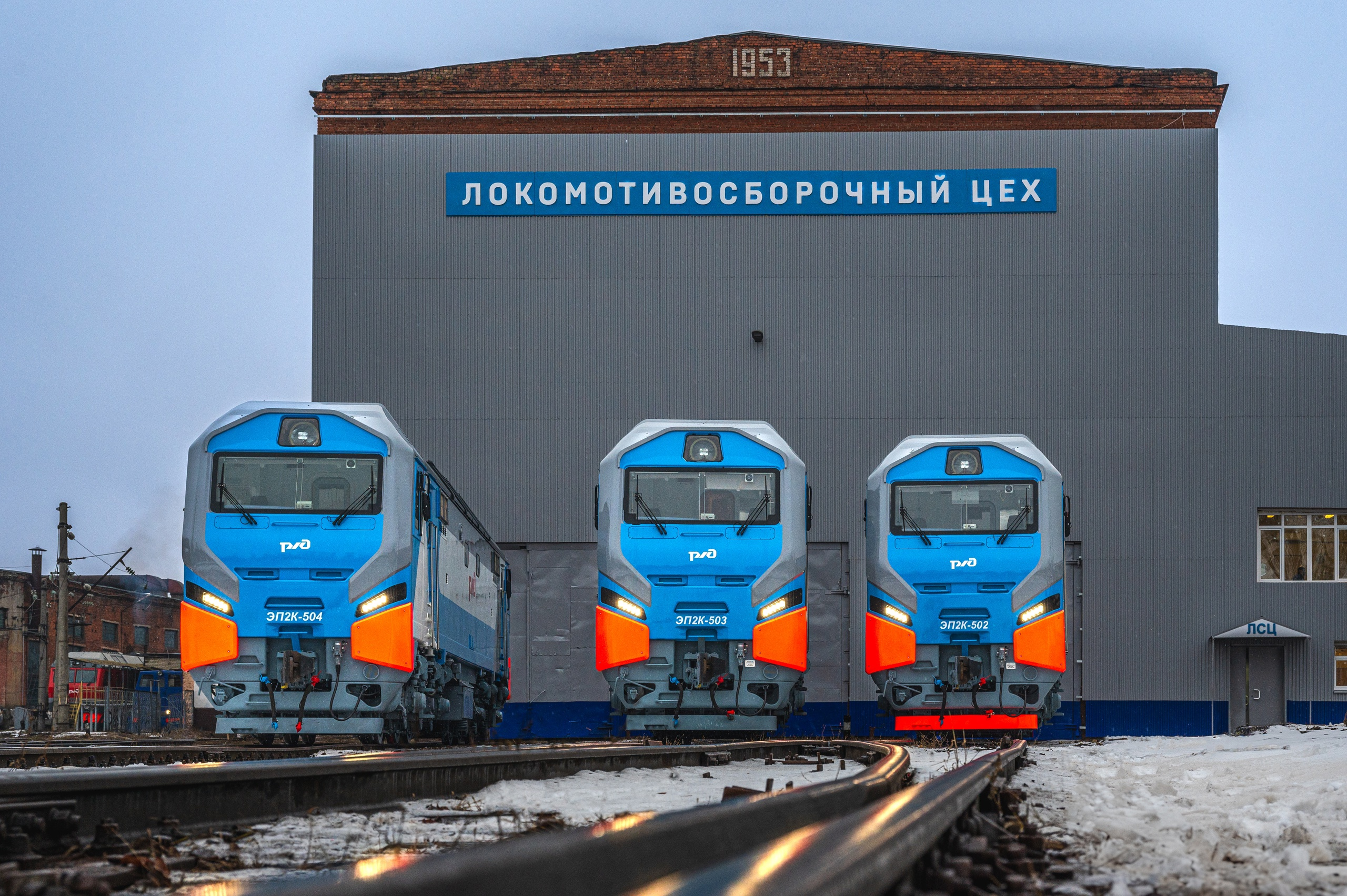
ЭП2К-504, 503 and 502 в новом дизайне на территории завода

| Год выпуска | Количество | Номера  |
| 2006        | 1          | 001     |
| 2007        | 1          | 002     |
| 2008        | 25         | 003—027 |
| 2009        | 30         | 028—057 |
| 2010        | 35         | 058—092 |
| 2011        | 40         | 093—132 |
| 2012        | 41         | 133—173 |
| 2013        | 51         | 174—224 |
| 2014        | 53         | 225—277 |
| 2015        | 35         | 278—312 |
| 2016        | 35         | 313—347 |
| 2017        | 14         | 348—361 |
| 2018        | 29         | 362—390 |
| 2019        | 23         | 391—413 |
| 2020        | 27         | 414—440 |
| 2021        | 7          | 441—447 |
| 2022        | 15         | 448—461 |
| 2023        | 22         | 462—483 |
| 2024        | 21         | 484—504 |
| 2025        | 6          | 505—510 |
| Всего       | 510        | 001—510 |

## Общие сведения

### Назначение
Электровоз ЭП2К — магистральный шестиосный односекционный электровоз постоянного тока, предназначенный для вождения скорых и пассажирских поездов средней длины на железных дорогах с шириной колеи 1520 мм, электрифицированных постоянным током с номинальным напряжением 3000 В. Локомотивы позиционируются как замена морально и физически изношенных электровозов серии ЧС2 и ЧС2Т, которые были спроектированы в 1957 и 1972 году и выпускались в 1960-е и 1970-е годы соответственно, ввиду чего подверглись износу.

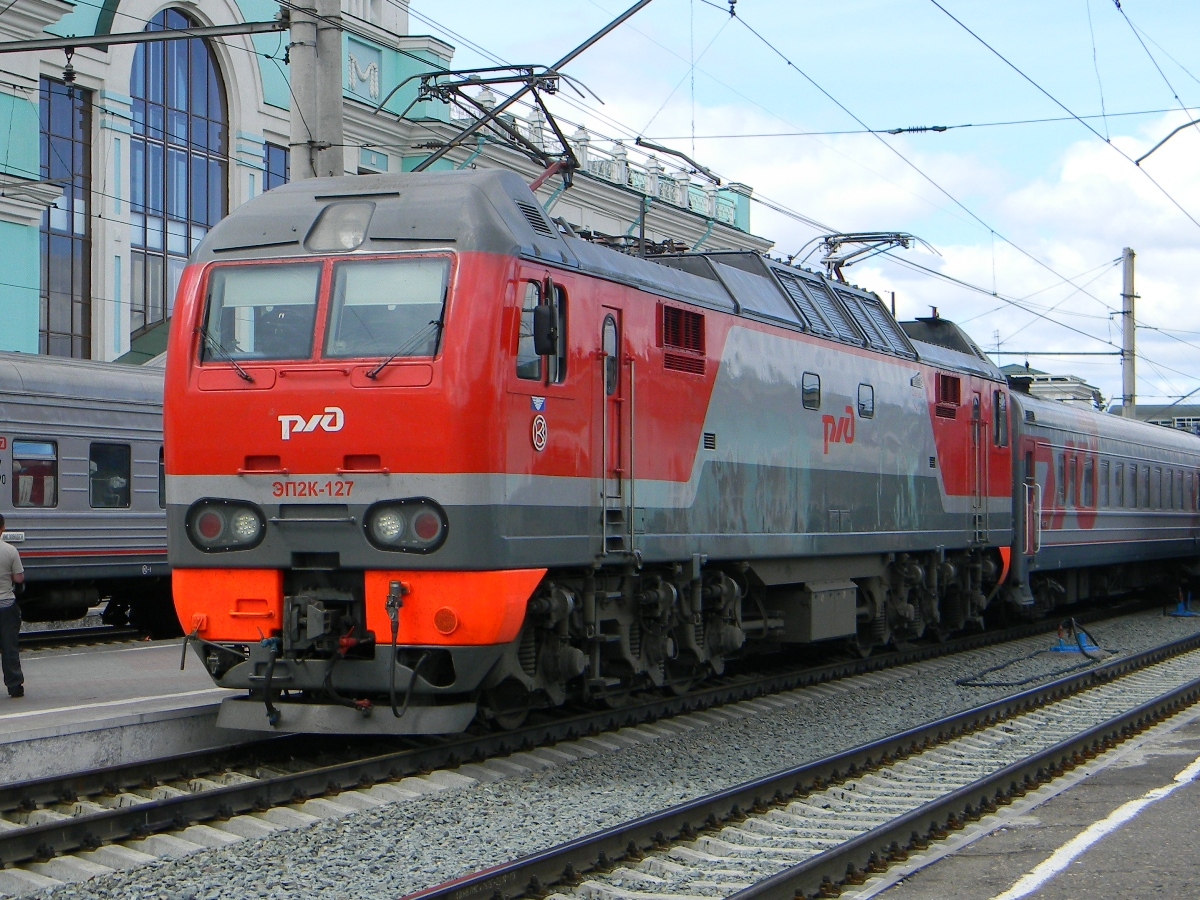
ЭП2К-127 в корпоративной красно-серой окраске РЖД на станции Омск-Пассажирский

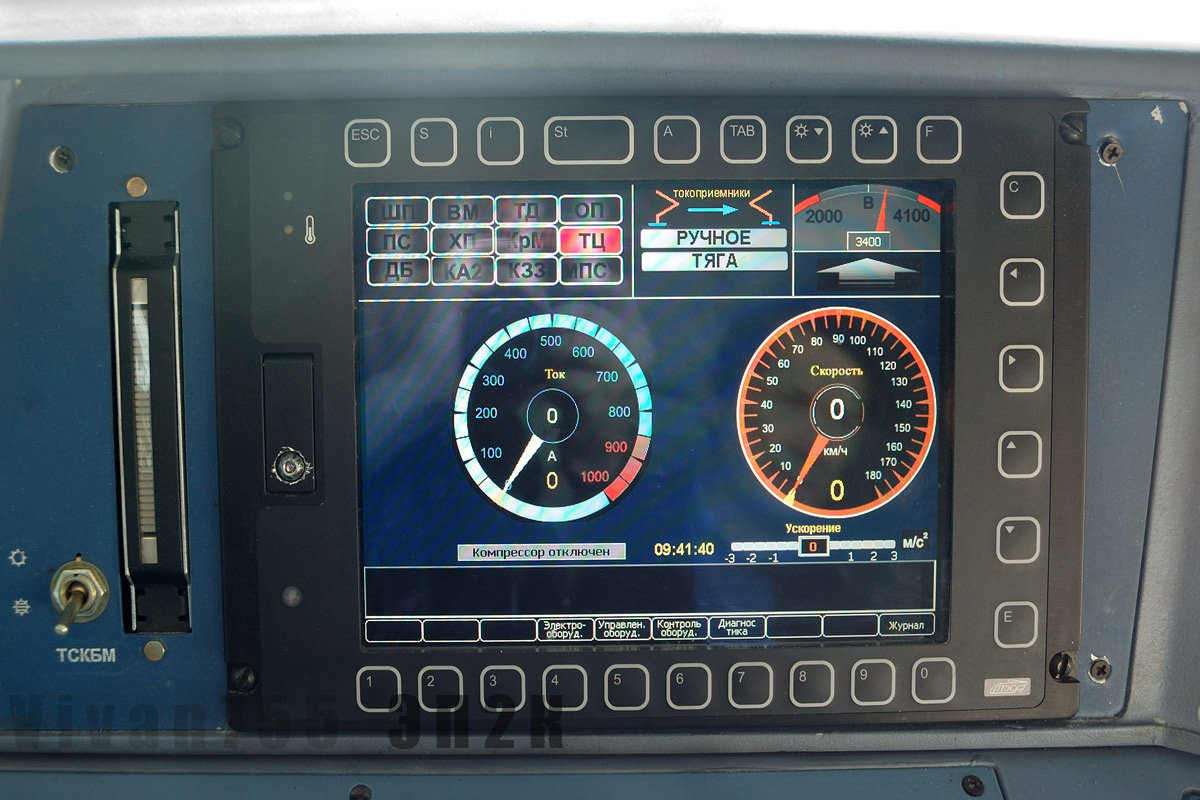
Основной кадр дисплея — ток, скорость, состояние оборудования

### Технические характеристики
Основные технические характеристики электровоза ЭП2К:
- Осевая формула — З0—З0
- Размеры:
  - габарит по ГОСТ-9238-83 — 1-Т
  - длина по осям автосцепок — 21 700 мм
  - ширина — 3086 мм
  - высота токоприёмника от уровня рельс:
    - в опущенном положении — 5100 мм
    - в рабочем положении — 5500 — 7000 мм

  - высота оси автосцепок — 1060±20 мм
  - полная колёсная база — 16 850 мм
  - колёсная база тележек — 4600 мм
  - диаметр новых колёс — 1250 мм
  - ширина колеи — 1520 мм
  - минимальный радиус проходимых кривых — 125 м[к 2]
- Массово-весовые характеристики:
  - служебная масса, т — 135±3 % т
  - нагрузка от оси на рельсы — 221±3 % кН (22,5±3 % тс)
- Тягово-мощностные характеристики:
  - напряжение и род тока — 3 кВ постоянного тока;
  - сила тока на токоприёмнике в часовом режиме — 2200 А
  - передаточное отношение редуктора = 93:38 = 2,45
  - мощность двигателей:
    - в длительном режиме — 6 × 720 = 4320 кВт
    - в часовом режиме — 6 × 800 = 4800 кВт

  - сила тяги:
    - при трогании с места — 302 кН (30,8 тс)
    - при максимальной мощности последовательно-параллельного соединения (40 % возбуждения) — 220 кН (22,4 тс)
    - в часовом режиме — 192,8 кН (19,7 тс)
    - в длительном режиме — 167,4 кН (17,1 тс)
    - в длительном скоростном режиме (54 % возбуждения) — 128 кН (13 тс)
    - при максимальной скорости — 91,4 кН (9,3 тс)

  - скорость:
    - при максимальной мощности последовательно-параллельного соединения (40 % возбуждения) — 70 км/ч
    - в часовом режиме — 87,8 км/ч
    - в длительном режиме — 91 км/ч
    - в длительном скоростном режиме — 120 км/ч
    - конструкционная — 160 км/ч

  - КПД длительного режима — 88 %
  - мощность системы электроотопления — 1200 кВт
  - мощность реостатного тормоза — 4000 кВт
  - максимальное тормозное усилие — 210 кН (21,4 тс)

### Нумерация и маркировка
Электровозы ЭП2К в процессе выпуска получают трёхзначные номера по возрастанию, начиная с 001. Обозначение серии и номера наносится краской на лобовой части каждой кабины электровоза между буферными фонарями по центру наклонным шрифтом в формате ЭП2К-XXX, где XXX — номер электровоза. По бокам кабины может быть нанесён краской сетевой номер электровоза, а на боковых стенах вверху в зоне машинного отделения — обозначение дороги приписки.

#### Варианты окраски

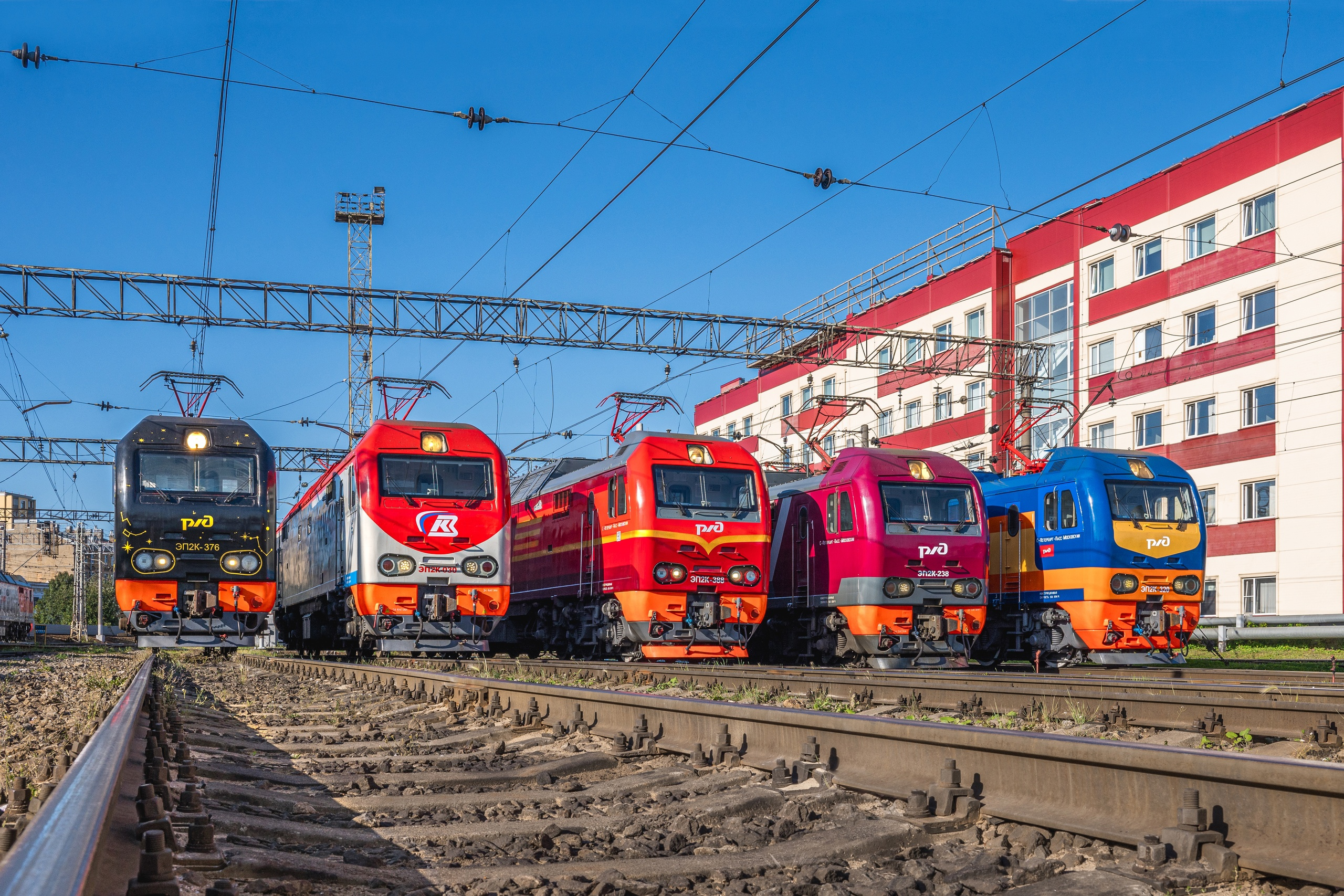
Электровозы ЭП2К в различных вариантах окраски. Слева направо: чёрный 376 «Ночной экспресс», классический красно-белый 030, красный 388 «Красная стрела», малиново-белый 238 «Гранд экспресс» и сине-оранжево-жёлтый 320 «Мегаполис»

Первый электровоз ЭП2К с завода получил красно-бело-голубую окраску по следующей схеме: лобовая часть и боковины кабины машиниста, а также крыша и её скаты окрашивались в красный цвет, а боковые стены между кабинами и полукруг на лобовой части под лобовым стеклом — в белый. По бокам снизу между кабинами была нанесена голубая полоса и сверху над ней стилизованная наклонная надпись РЖД с овальными голубыми и красными полосами, а спереди на белой лобовой части стилизованные буквы КЗ голубом цветом и две узорные полосы. Начиная с электровоза 002 по 036, за исключением 029 и 031, на электровозах применялся изменённый вариант данной окраски с преобладанием белого цвета, при которым красными были только верхняя половина лобовой части и полукруг под лобовым стеклом и крыша со скатами, но низ лобовой части и боковины кабин стали белыми, а нижняя голубая полоса по бокам продлена во всю длину локомотива. При этом стиль надписей также претерпел изменения — по бокам красным цветом наносился логотип РЖД в виде начертания p/d и надпись Российские железные дороги голубым цветом, а логотип КЗ на лобовой части стал белым на красным фоне с белой и голубой узорными полосами под цвет российского флага.
Электровозы 029, 031, 037—100 и 102—108 получили красную окраску с белой полосой по середине высоты и серым обрамлением боковых окон кабины, при этом на лобовой части полоса была узкой, а по бокам — широкой с разрывом и узорчатым рисунком посередине. Рисунок выполнен в виде белой ломаной линии в форме буквы Z с обратным наклоном, в центре которой располагался логотип РЖД (p/d), под верхней линией голубая и красная полосы под цвет российского флага, а над нижней —чёрно-оранжевый рисунок паровоза. Позднее в аналогичный окрас был перекрашен электровоз 002, но без рисунка по бокам. Крыша локомотива кроме лобового и боковых скатов кабины получила светло-серый цвет.
Электровозы 101, 109—499 и 505 с завода получили корпоративную красно-серую окраску РЖД по стандартной схеме: верхняя часть кабины и переда боковых стен окрашивалась в красный цвет, под ней на уровне маркировки над буферными фонарями располагалась узкая светло-серая полоса, которая в середине боковых стен делала изгиб и расширялась на верх и середину средней части боковых стен в форме трапеции, а нижняя нижняя часть на уровне буферных фонарей окрашивались в тёмно серый цвет и в середине боковых стен расширялась кверху Крыша целиком окрашивалась в светло-серый цвет, включая лобовые скаты на уровне прожектора. Впоследствии в корпоративную окраску были также перекрашены многие из ранее выпущенных красно-бело-голубых и красных локомотивов.
В 2023 и 2024 годах девять электровозов, эксплуатирующихся в депо Санкт-Петербург Московское, были перекрашены в цвета вагонов фирменных скорых поездов и выделены для их вождения:
- электровозы 238 и 271 — малиново-белую окраску поезда «Гранд-Экспресс». В отличие от вагонов, у которых преобладает белый цвет, у электровозов большая часть кузова окрашена в  малиновый, белый используется только для декоративных линий в центральной части боковых стен, а серый цвет используется для крыши и нижней полосы на уровне буферных фонарей по всему периметру локомотива и крыши
- электровозы 273 и 376 — чёрную окраску поезда «Ночной экспресс» с золотыми буквами и изображениями звёзд и комет по бокам кузова, а также золотистыми обрамляющим и полосами у буферных фонарей.
- электровозы 168, 388 и 392 — красную окраску поезда «Красная стрела» с золотой полосой по середине высоты с загибом вниз на лобовой части. Основной цвет окраски локомотива — ярко-красный, по бокам сверху и снизу имеются тёмно-красные полосы и диагональная широкая тёмно-красная полоса по центру боковины, в центре которой нарисована эмблема депо ТЧ-8 с электровозом ЧС200, а по бокам от неё имеются три короткие золотые полосы над основной. Крыша и небольшая полоса под лобовым стеклом окрашена серой.
- электровозы 320 и 359 — сине-оранжево-жёлтую окраску поезда «Мегаполис». По сравнению с вагонами поезда, в большей степени оранже-жёлтых, у электровозов в данной окраске преобладает тёмно-синий цвет. В тёмно-синий окрашены крыша, лобовая часть выше уровня буферных фонарей и боковины кабины в зоне боковых окон на том же уровне, а также верхняя и нижняя полосы по бокам; в оранжевый — нижняя широкая полоса на уровне буферных фонарей по всему периметру локомотива и верхняя между окнами кабины по бокам, а в жёлтый — пространство по бокам между оранжевыми полосами и зона под лобовым стеклом в форме пятиугольника.

Путеочиститель у всех электровозов оригинального исполнения до номера 499 включительно и 505 вне зависимости от основной окраски кузова сверху на уровне автосцепки окрашивался в оранжевый цвет, а его низ — в серый.
Электровоз 500 с новый дизайном лобовой части получил эксклюзивную юбилейную красно-чёрную окраску: крыша кабины и её боковые обводы, а также боковые стены в средней части и в зоне дверей окрашивались в красный цвет, лобовая часть кабины, диагональные панели буферных фонарей, зона боковых окон и две диагональные полосы за дверями и нижняя горизонтальная полоса сбоку — в чёрный, панели под буферными фонарями и основная верхняя путеочистителя — в оранжевый, низ путеочистителя и основная крыша — в серый. Между чёрными диагональными полосами и центральной красной частью на бортах со стороны левой кабины была нанесена белая диагональная полоса с логотипами РЖД, ТМХ и Коломенского завода, а справа — белая, синяя и красная полосы в цветах российского флага. В центре боковых стен нанесена юбилейная надпись «НАС 500!».
Электровозы 501—504 и 506—509 получили голубо-серо-белую окраску в стиле фирменного поезда «Аврора». Основной цвет кузова и лобовой части локомотива — голубой, угловые обводы лобовой части, крыша, основная часть путеочистителя и верхняя полоса между дверями на боковых стенах и диагональная полоса в зоне двери правой кабины относительно каждого борта — серые, центральная часть боковых стен кроме низа и треугольник между левой дверью и окном, переходящий в диагональную полосу — белый, а лицевые панели под буферными фонарями и низ путеочистителя — оранжевый.

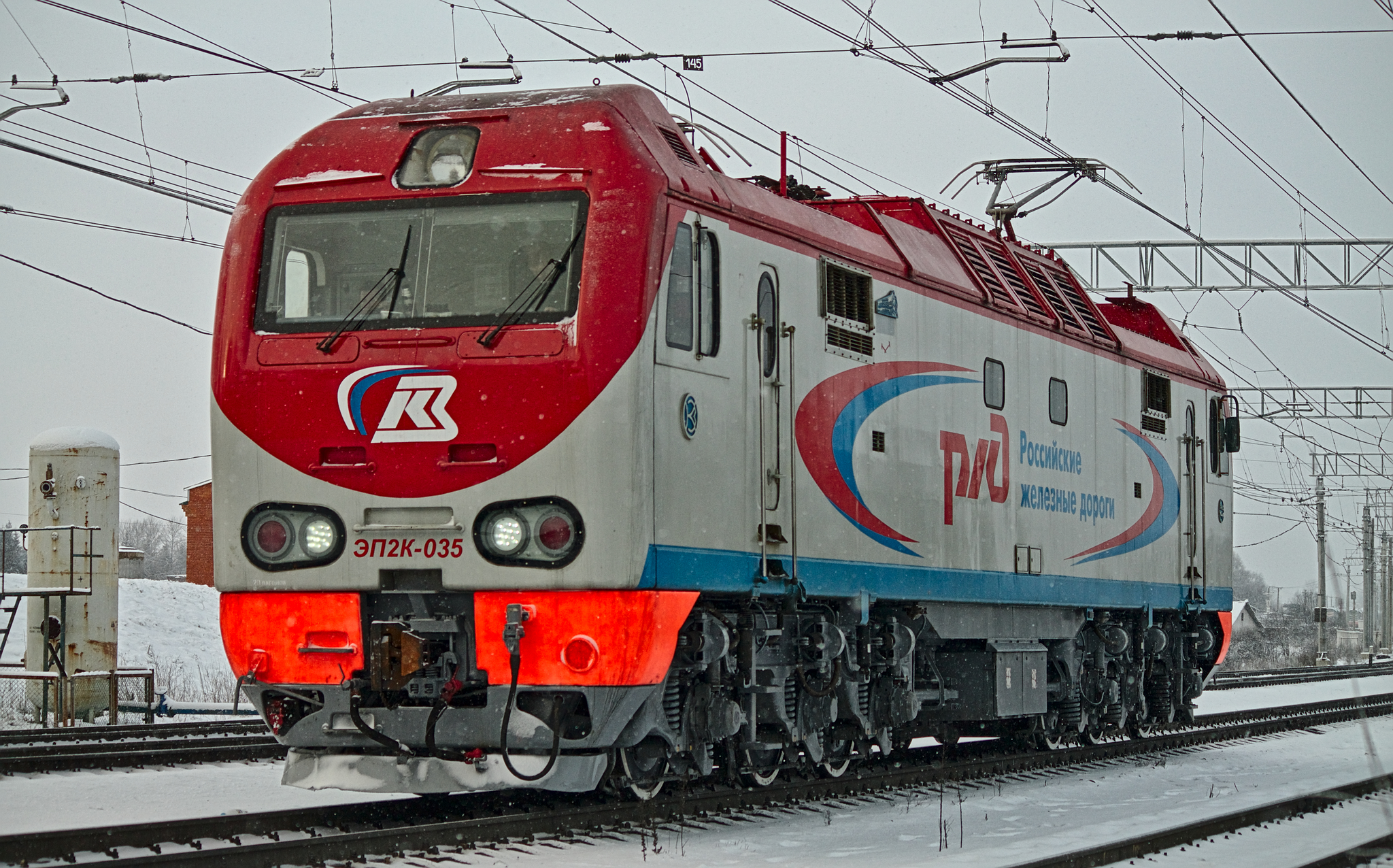
ЭП2К-035 в красно-белой окраске
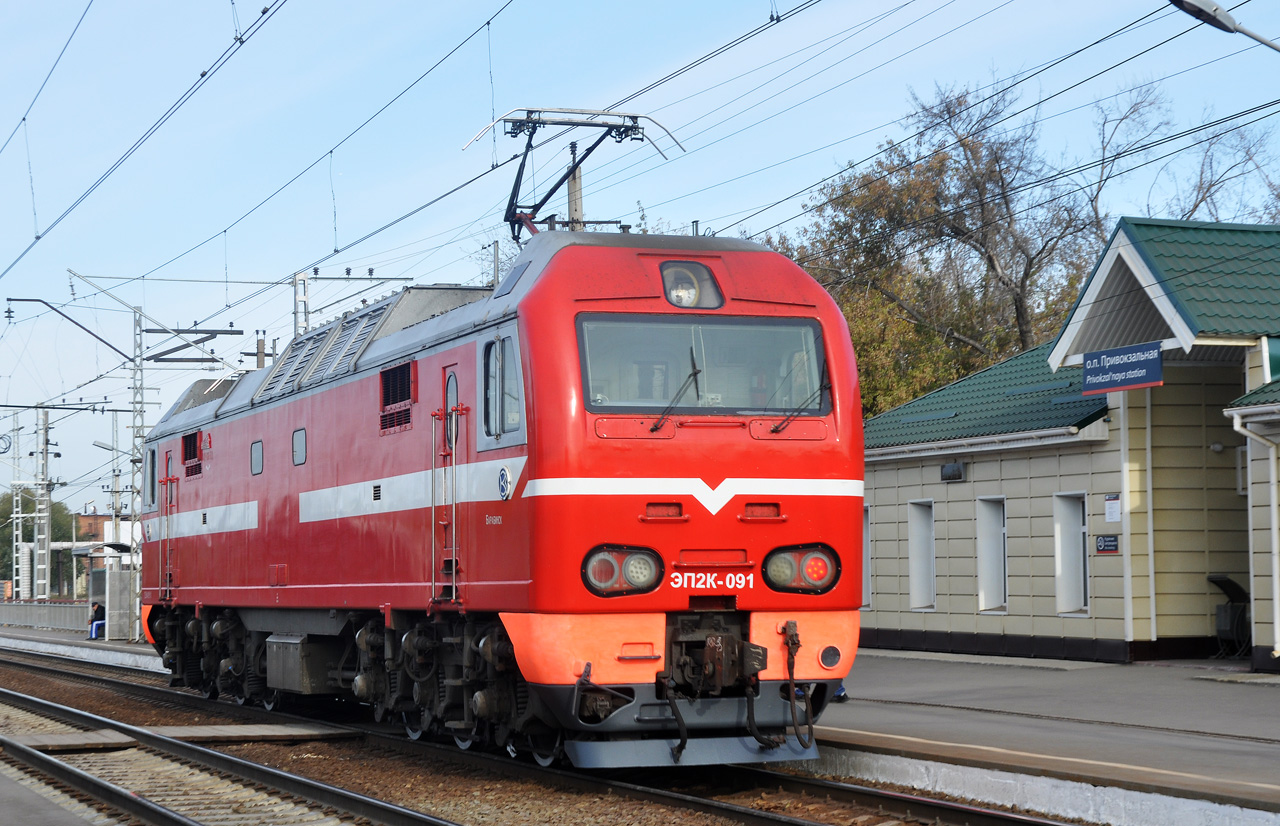
ЭП2К-091 в красной окраске
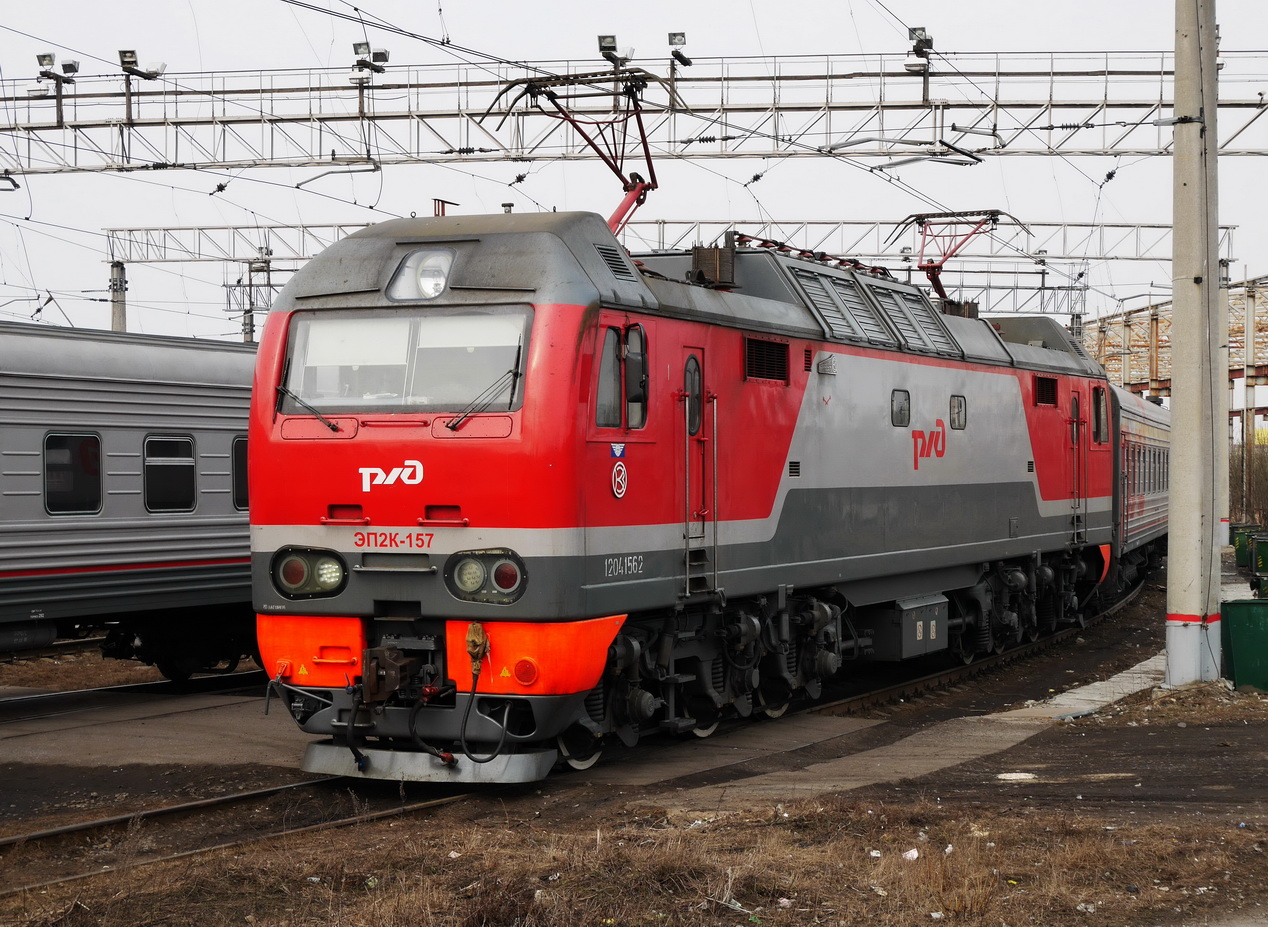
ЭП2К-157 в красно-серой окраске РЖД
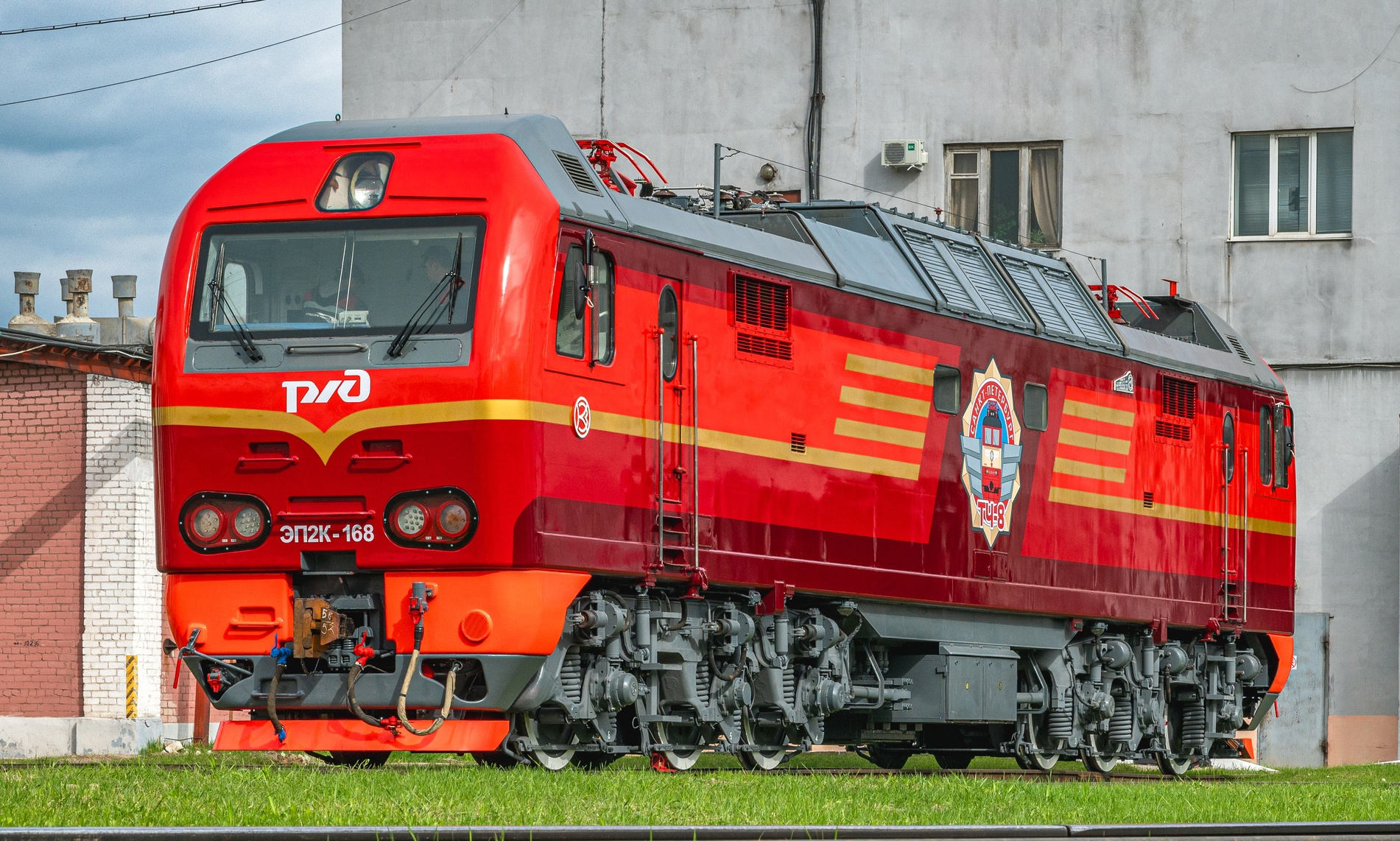
ЭП2К-168 в красной окраске «Красной стрелы»
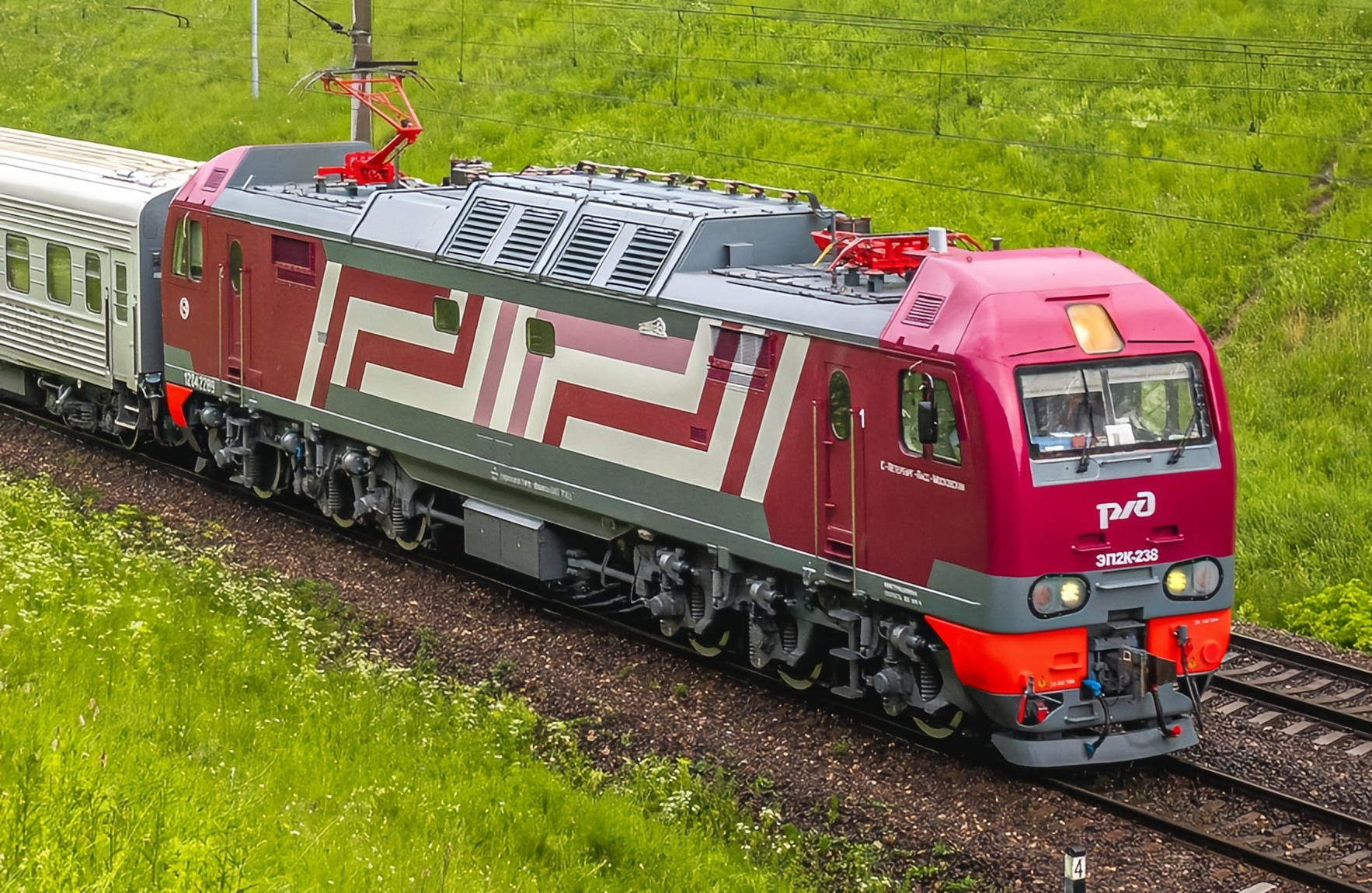
ЭП2К-238 в малиново-белой окраске «Гранд-Экспресса»
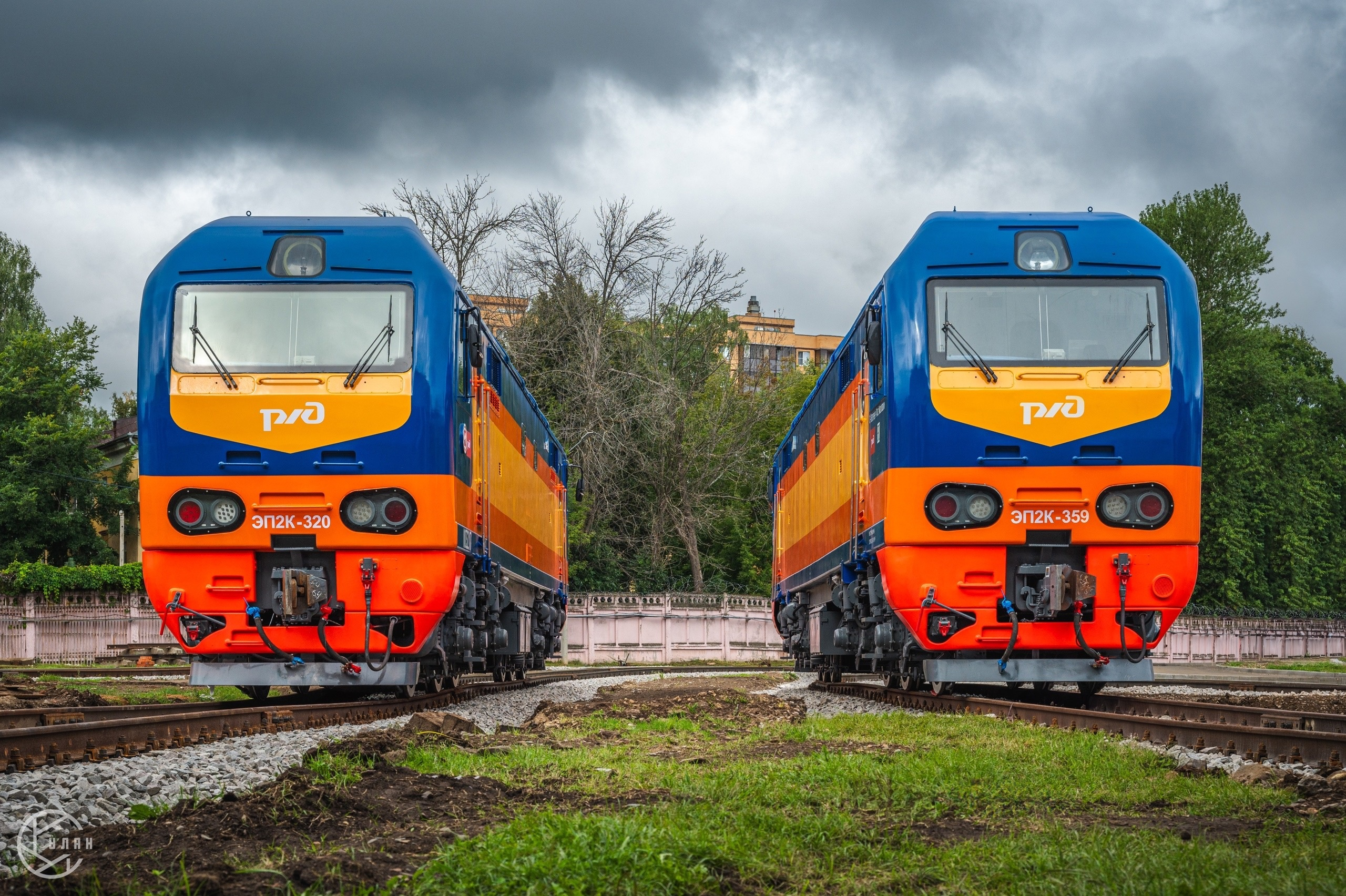
ЭП2К-320 и 359 в сине-оранжево-жёлтой окраске «Мегаполиса»
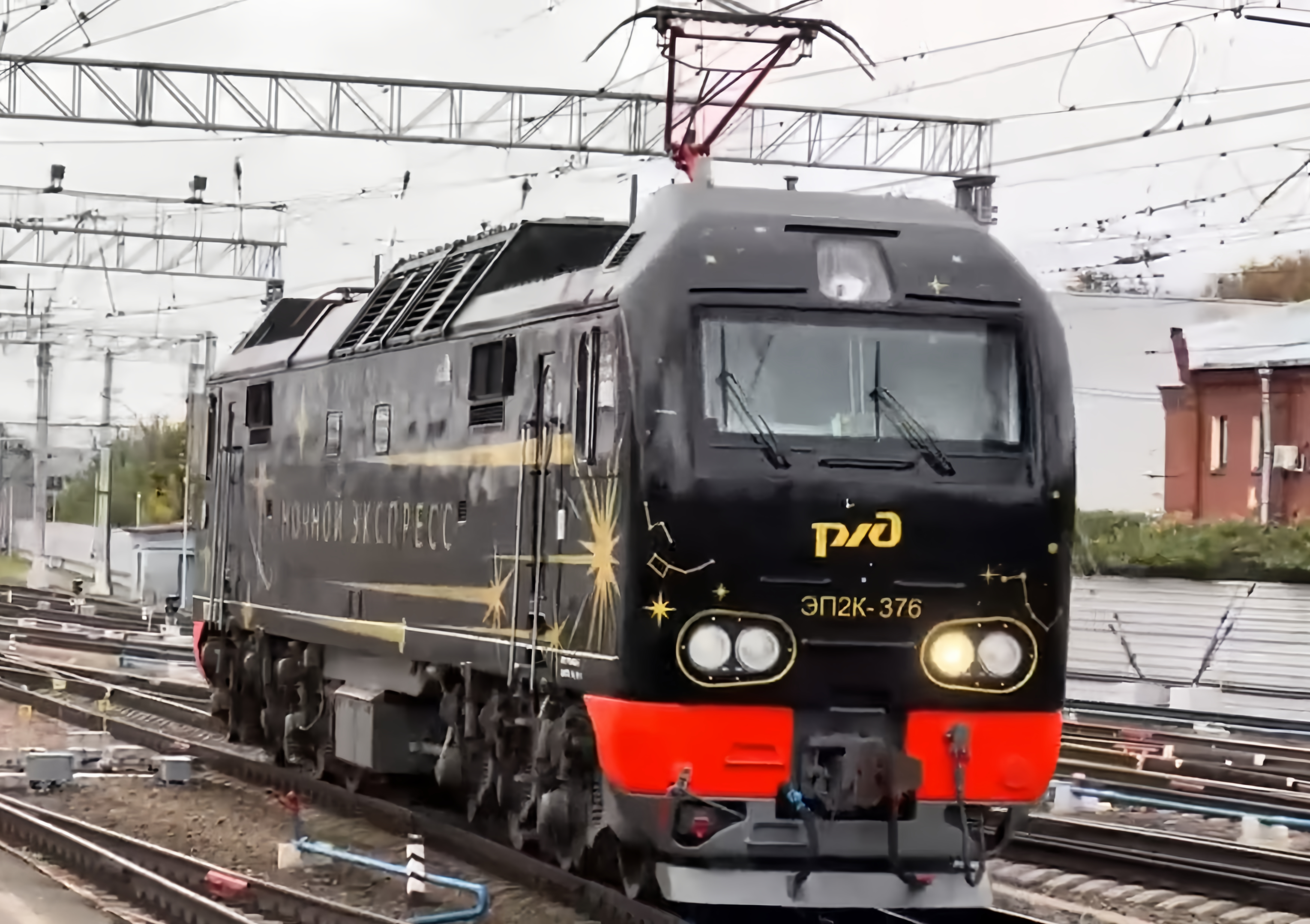
ЭП2К-376 в чёрной окраске «Ночного экспресса»
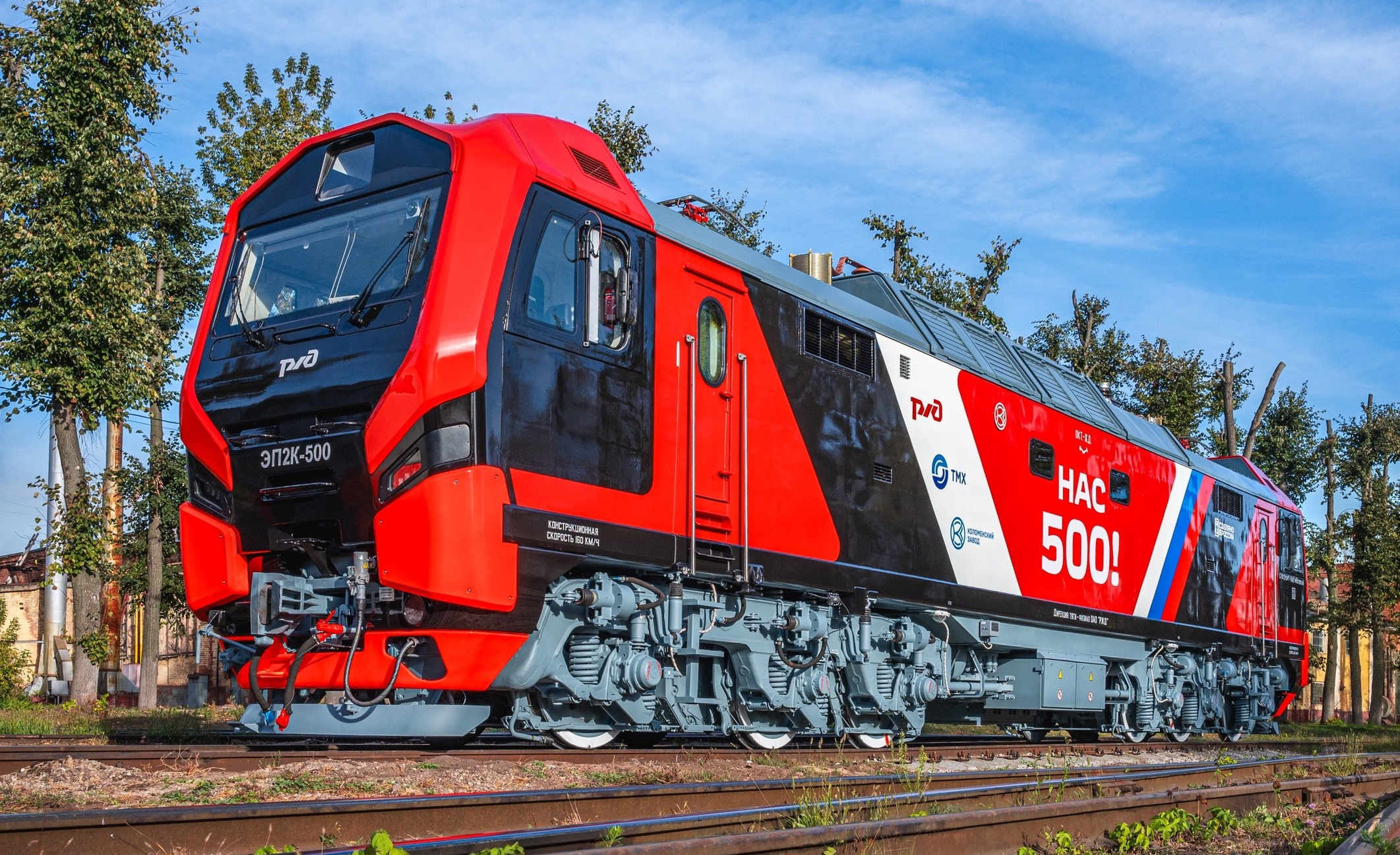
ЭП2К-500 в юбилейной красно-чёрной окраске
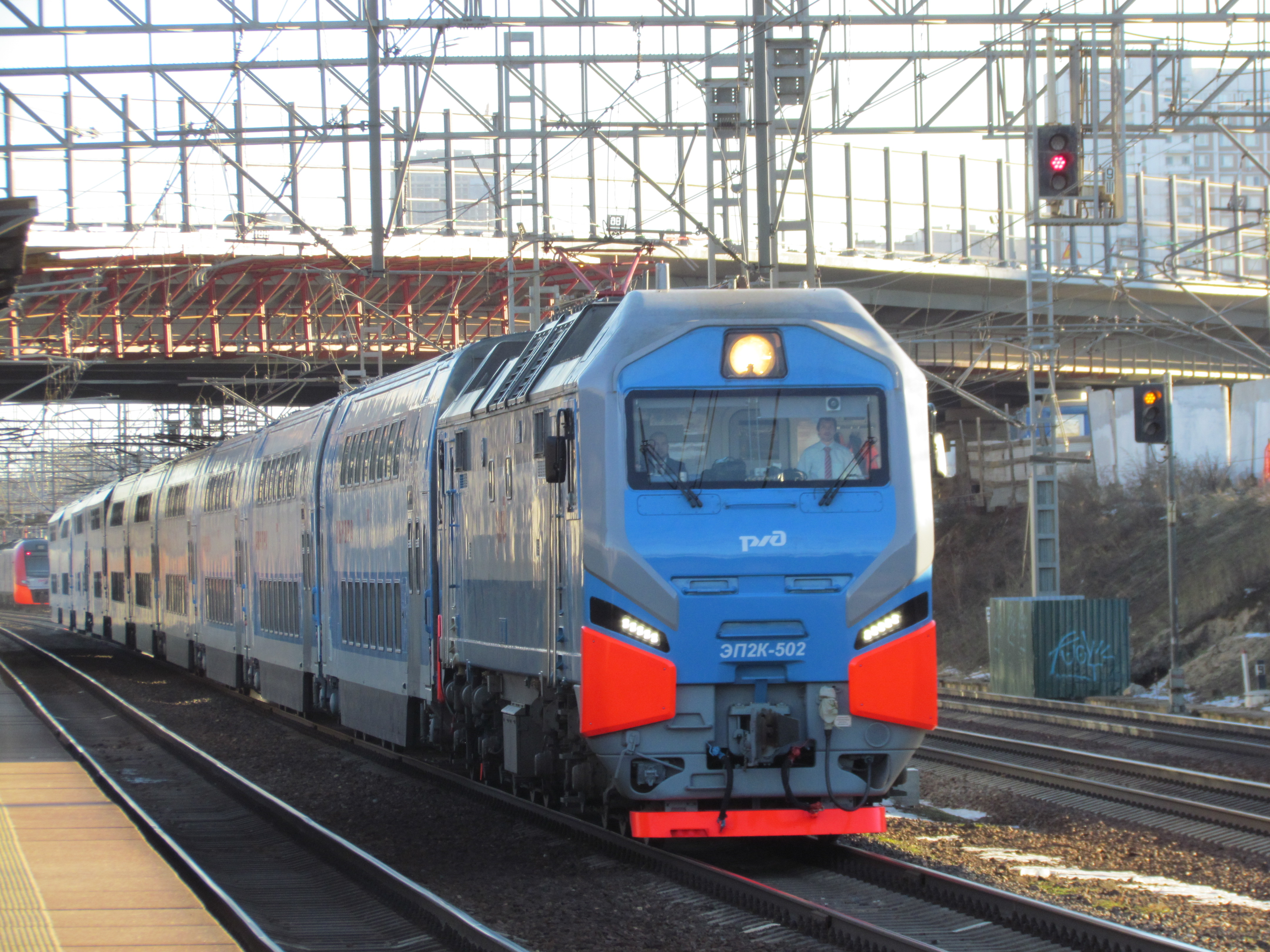
ЭП2К-502 в голубо-серо-белой окраске «Авроры»

## Конструкция

### Кузов

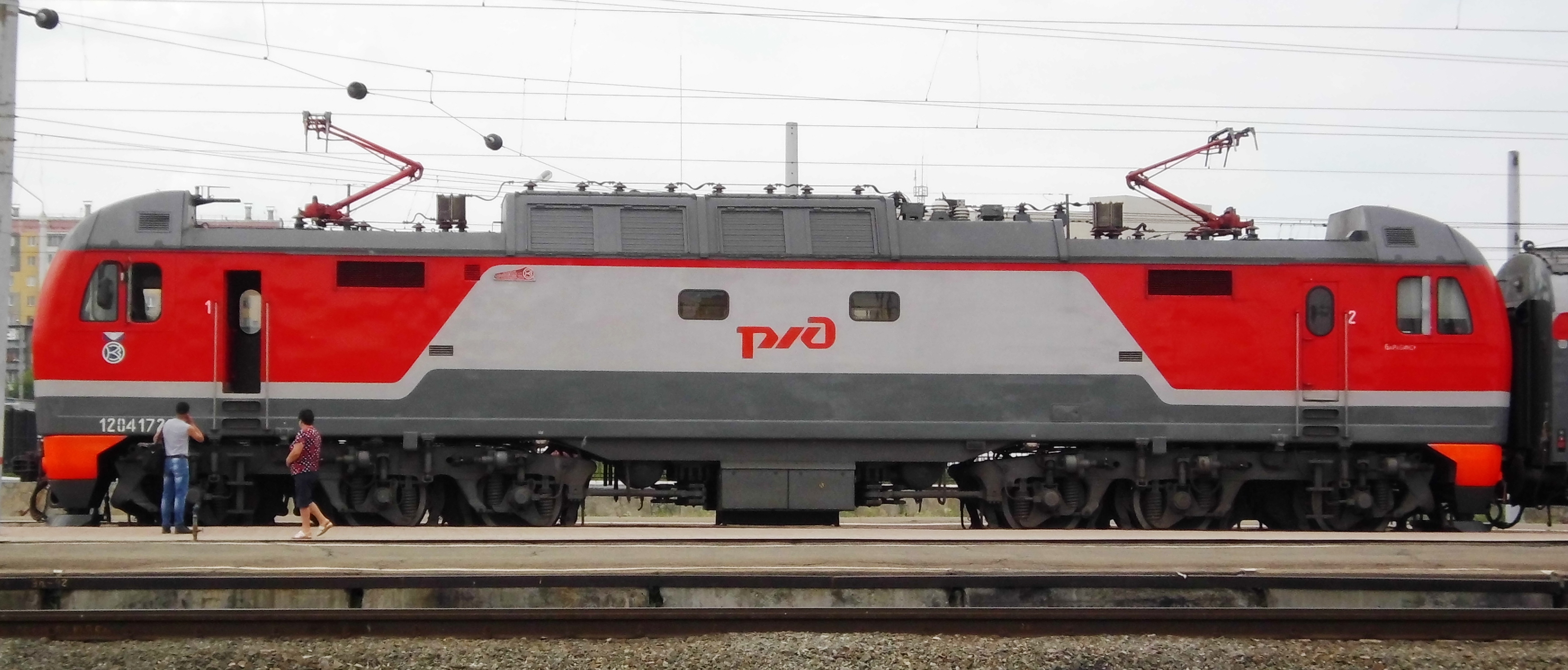
Электровоз ЭП2К-177, вид сбоку

Механическая часть электровоза создана на базе тепловоза ТЭП70 — кузов несущий раскосной конструкции с приварной обшивкой, с двумя кабинами машиниста. Лобовая часть кузова обеспечивает безопасность локомотивной бригады при столкновении с препятствиями со скоростью до 20 км/ч.

### Тележки
Основными элементами экипажной части электровоза являются две трёхосные тележки с двухступенчатым рессорным подвешиванием и подвешиванием двигателей III класса (подрессоривание и двигателя, и редуктора) системы французской фирмы Альстом — в целом тележки схожи с тележками ТЭП70, за исключением связи тележек с кузовом. Опорами кузова на тележку являются пружины. Они расположены в нишах рамы кузова и опираются на боковины рамы тележки. При относительных перемещениях тележки и кузова в горизонтальной плоскости (относ кузова и поворот тележки) пружины опор кузова получают поперечные деформации, создавая при этом упругое сопротивление этим перемещениям, величина поперечных перемещений кузова относительно тележки ограничивается устройством возвращающим, а угловой поворот тележки ограничен упорами, расположенными на концевой балке рамы тележки. Вертикальные деформации пружин опор кузова ограничены вертикальными упорами.
Механизм передачи силы тяги расположен в средней части под кузовом электровоза. Механизм создаёт жёсткую связь между кузовом и тележкой в продольном направлении, передавая силы тяги и торможения от тележки к кузову и не препятствует относительным перемещениям кузова и тележки в вертикальном и поперечном направлениях. Относительные угловые перемещения обеспечиваются за счёт сферических шарниров, расположенных в двух продольных тягах.

### Пневматическое оборудование
Пневматическое оборудование расположено в кабине машиниста, кузове электровоза и тележках. В кабинах расположены приборы управления тормозами: кран машиниста 395, кран управления локомотивным тормозом 215, устройство блокировки тормозов и электропневматический клапан автостопа. На панели пульта машиниста расположены двухстрелочные манометры, показывающие давление в тормозной магистрали и уравнительном резервуаре, питательной магистрали и тормозных цилиндрах тележки, расположенной под этой кабиной. Два главных резервуара объёмом по 500 л каждый расположены под кузовом электровоза. Остальное пневматическое оборудование размещено в кузове электровоза. Компрессор на электровозе один, по конструкции — винтовой.

### Электрооборудование
В движение электровоз приводят электродвигатели ЭД153У1 производства завода «Электротяжмаш» либо ДТК-800КСУ1 производства Смелянского электромеханического завода. Оба двигателя имеют мощность 800 кВт при частоте вращения 945 об/мин. Представляют собой компенсированную шестиполюсную реверсивную электрическую машину последовательного возбуждения.
Съём электрического тока с контактного провода на электровозе ЭП2К обеспечивает асимметричный полупантограф SBS 2T типа 8WL0 188—6YH47-2 с пневматическим приводом. В настоящее время устанавливаются российские токоприёмники ТАсС-16-02, так как SBS-2T имели множество отказов при работе в сильные морозы. Оба типа токоприёмников не имеют, в отличие от старых конструкций, подъёмных пружин и нужное нажатие на контактный провод обеспечивается за счёт подачи в сильфоны токоприёмников воздуха строго определённого давления от специального редуктора.
Ходовые (безреостатные) позиции:
- 21-я: последовательное соединение шести двигателей, 500—700 вольт на двигатель;
- 38-я: последовательно-параллельное соединение (две параллельных ветви с тремя последовательно соединёнными двигателями в каждой), 1000—1300 В на двигатель;
- 51-я: параллельное соединение (три параллельных ветви с двумя последовательно соединёнными двигателями в каждой), 1,5-2 кВ на двигатель.

На ходовых позициях можно применять пять ступеней ослабления возбуждения: 80, 66, 54, 46, 40 %.
Тяговые двигатели охлаждаются двумя установками ЦВС (централизованного воздухоснабжения), по одной на тележку, всего две установки на электровоз. Вентилятор каждой из установок, как и главный воздушный компрессор электровоза, приводится своим трёхфазным асинхронным двигателем, питающимся от инвертора. Вентиляторы охлаждения пуско-тормозного реостата приводятся коллекторными двигателями, подключёнными к отпайкам реостата — то есть при протекании тока через резисторы они получают часть той энергии, что рассеивалась бы на резисторах.
Цепи управления и освещения — двухпроводные (изолированные от корпуса), постоянного тока напряжением 110 вольт. Источники — аккумуляторная батарея и шкаф питания (ШП).

### Интерьер

#### Кабина машиниста

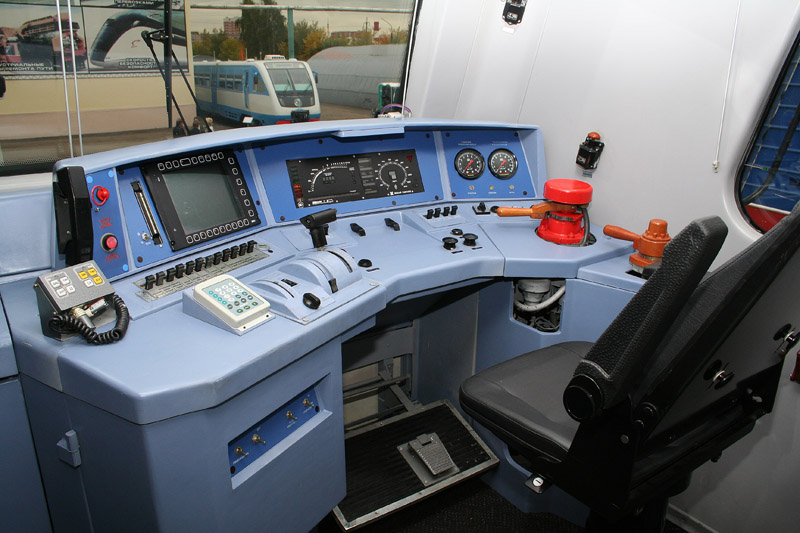
Пульт управления машиниста

Кабина машиниста электровоза рассчитана на управление локомотивной бригадой в составе двух лиц — машиниста и помощника. Рабочее место машиниста и пульт управления расположены с правой стороны кабины, помощника — с левой. Размеры и расположение элементов кабины, таких как лобовое и боковые окна, пульт управления и кресла установлены из расчёта создания оптимальных условий управления сидя и стоя для машиниста ростом от 165 до 190 см. Кабина оборудована системой кондиционирования, вентиляции и отопления. Стены кабины собраны из стеклопластиковых панелей молочно-белого цвета, изготовленных на основе полиэфирной смолы и стеклоткани. Потолок кабины собран из металлических листов, окрашенных молочно-белой порошковой краской. Панели интерьера прикреплены непосредственно к металлическому каркасу винтами.
Пульт управления машиниста представляет собой дугообразную столешницу синего цвета, состоящую из двух основных зон — горизонтальной зоны управления и верхней наклонной зоны мониторинга. На горизонтальной части пульта слева от машиниста расположены радиостанция, переключатели и поворотная рукоятка контроллера, спереди — переключатели основных систем электровоза, справа — два пневматических тормозных крана. В зоне мониторинга слева расположен многофункциональный дисплей микропроцессорной системы управления и диагностики локомотива, отображающий состояние его систем, по центру — цифровой дисплей системы безопасности КЛУБ-У, отображающий сигналы, скорость и основные параметры движения поезда, справа — два двухстрелочных манометра пневматической системы. Электровоз оборудован современными средствами безопасности КЛУБ-У, ТСКБМ, САУТ.
Кресла машиниста и помощника имеют чёрный цвет и оборудованы подлокотниками и регулируемой наклонной спинкой. Чуть левее кресла машиниста на задней стенке имеется также дополнительное откидное сиденья для машиниста-инструктора. За креслом машиниста у задней стенки расположен шкаф, в котором установлена трёхдиапазонная радиостанция, а за креслом помощника — привод ручного тормоза.

#### Машинное отделение
Всё оборудование локомотива, находящееся под напряжением, располагается в высоковольтной камере, находящейся в центре машинного помещения. Двери в высоковольтную камеру имеют блокирующие устройства, запирающие ВВК при подаче воздуха к токоприёмникам, а также исключающие доступ в неё при наличии напряжения на токоприёмнике или при положении заземлителя «не заземлено». Машинное помещение имеет один рабочий проход шириной 50 см.
При проектировании электровоза был широко применён модульный принцип компоновки устанавливаемого оборудования, что позволило сократить простои электровозов в ремонте.

## Эксплуатация

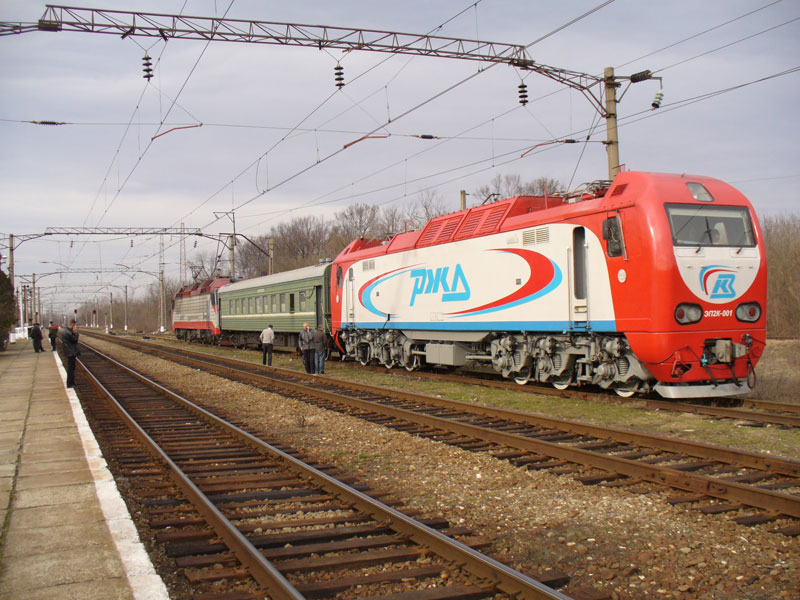
Электровоз ЭП2К-001 с вагоном-лабораторией и электровозом ЭП10-009 на испытаниях

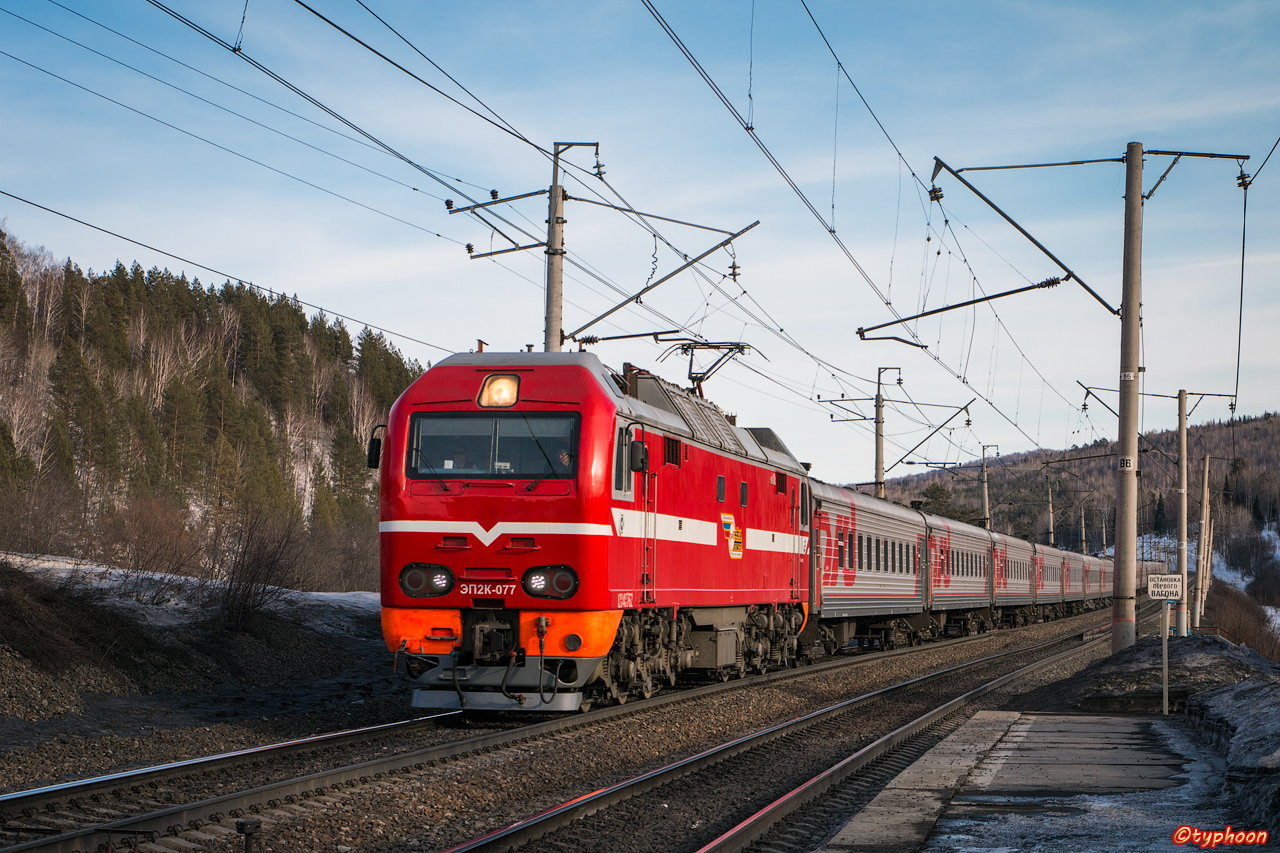
Электровоз ЭП2К-077 в красной окраске с пассажирским поездом на перегоне Ерал — Симская

Первый электровоз, выпущенный в 2006 году, проходил эксплуатационные испытания в зиму 2006—2007 годах на Западно-Сибирской железной дороге (депо Барабинск), затем был передан для испытаний на испытательное кольцо ВНИИЖТ в Щербинку. Второй электровоз некоторое время также проходил испытания на кольце ВНИИЖТа, а затем был отправлен для скоростных испытаний на линии Москва — Санкт-Петербург Октябрьской железной дороги. После завершения испытаний локомотивы в 2008 году поступили в депо Барабинск, в которое начали поступать первые локомотивы серии.
Подавляющее большинство электровозов ЭП2К (более 230) эксплуатируется в депо Барабинск Западно-Сибирской железной дороги, где они заменили старые изношенные электровозы серии ЧС2. Электровозы обслуживают большую часть сети железных дорог в приуральской и западно-сибирской части России и некоторую часть сети в среднем Поволжье. Среди обслуживаемых участков — весь главный ход Транссибирской магистрали в данных регионах на всём протяжении электрификации постоянным током между зонами переменного тока по маршруту Балезино — Пермь — Екатеринбург — Тюмень — Омск — Барабинск — Новосибирск — Мариинск и параллельного ему участка южного хода Транссиба Екатеринбург — Курган — Омск, а также исторический ход Транссибирской магистрали на запад на участке Курган — Челябинск — Уфа — Самара — Пенза I. Электровозы также обслуживают многочисленные ответвления в окрестностях Перми, Екатеринбурга, Новосибирска и Челябинска.
Примерно в 2,5 раза меньшее число электровозов (более 90) эксплуатируются в депо Санкт-Петербург-Московский Октябрьской железной дороги, где они стали основной заменой большей части электровозов ЧС2Т, которые в свою очередь были отправлены на Крымскую железную дорогу или на консервацию. Электровозы преимущественно обслуживают поезда на линии Санкт-Петербург — Москва, за исключением скоростных. На Московской железной дороге электровозы также водят транзитные поезда от Санкт-Петербурга на участках Москва-Курская — Тула и Москва-Курская — Владимир, а также ввиду примыкания Ярославского направления Московской ЖД к главному ходу Октябрьской ЖД водят поезда Москва-Ярославская — Ярославль. Также электровозы обслуживают восточную линию Петербургского железнодорожного узла от Санкт-Петербурга в направлении станции Волховстрой I и далее на север до станции Свирь и на восток до станции Бабаево. Последние две станции стыкуются с участками переменного тока.
В 2023 и 2024 года девять электровозов, эксплуатируемых в данном депо, были перекрашены в эксклюзивные окраски фирменных поездов и выделены для их вождения: два в малиново-белую для «Гранд-Экспресса» (238 и 271), два в чёрно-золотистую окраску «Ночного экспресса» (273 и 376), два в сине-оранжево-жёлтую окраску «Мегаполиса» (320 и 359) и три в красную окраску «Красной стрелы» (168, 388 и 392). Хотя эти электровозы стараются выделять под поезда своей окраски, нередко их можно видеть в работе с другими поездами, в то время как фирменные поезда могут быть под тягой обычного ЭП2К. Также в это депо поступили все электровозы со обновлённым дизайном лобовой части, начиная с номера 500. Электровозы с номера 501 в голубо-сером окрасе используются для вождения фирменного поезда «Аврора», с которыми первоначально также работал и красно-чёрный электровоз 500, но после поступления электровозов в специальной расцветке стал работать с обычными поездами.

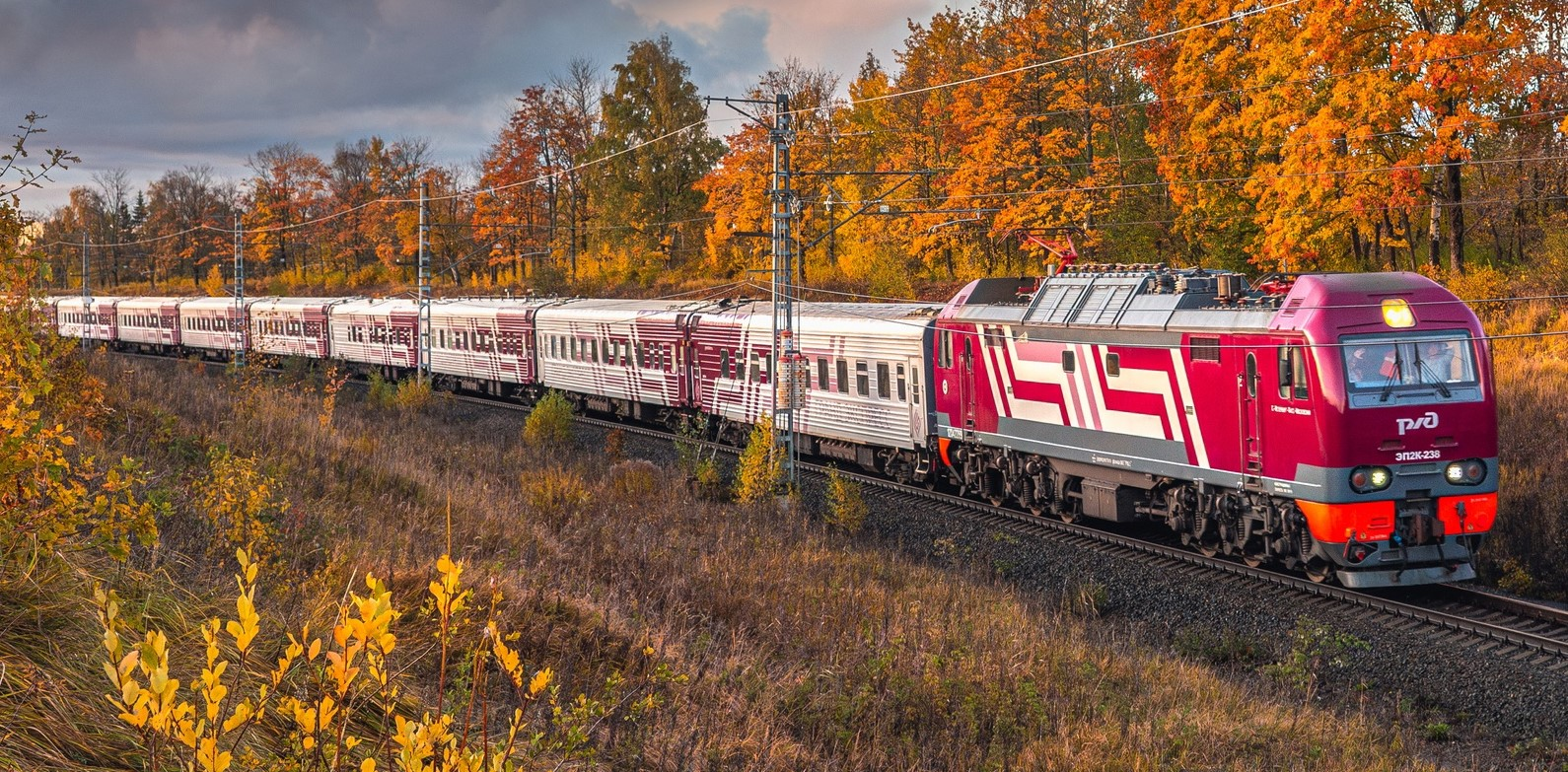
ЭП2К-238 с поездом «Гранд Экспресс»
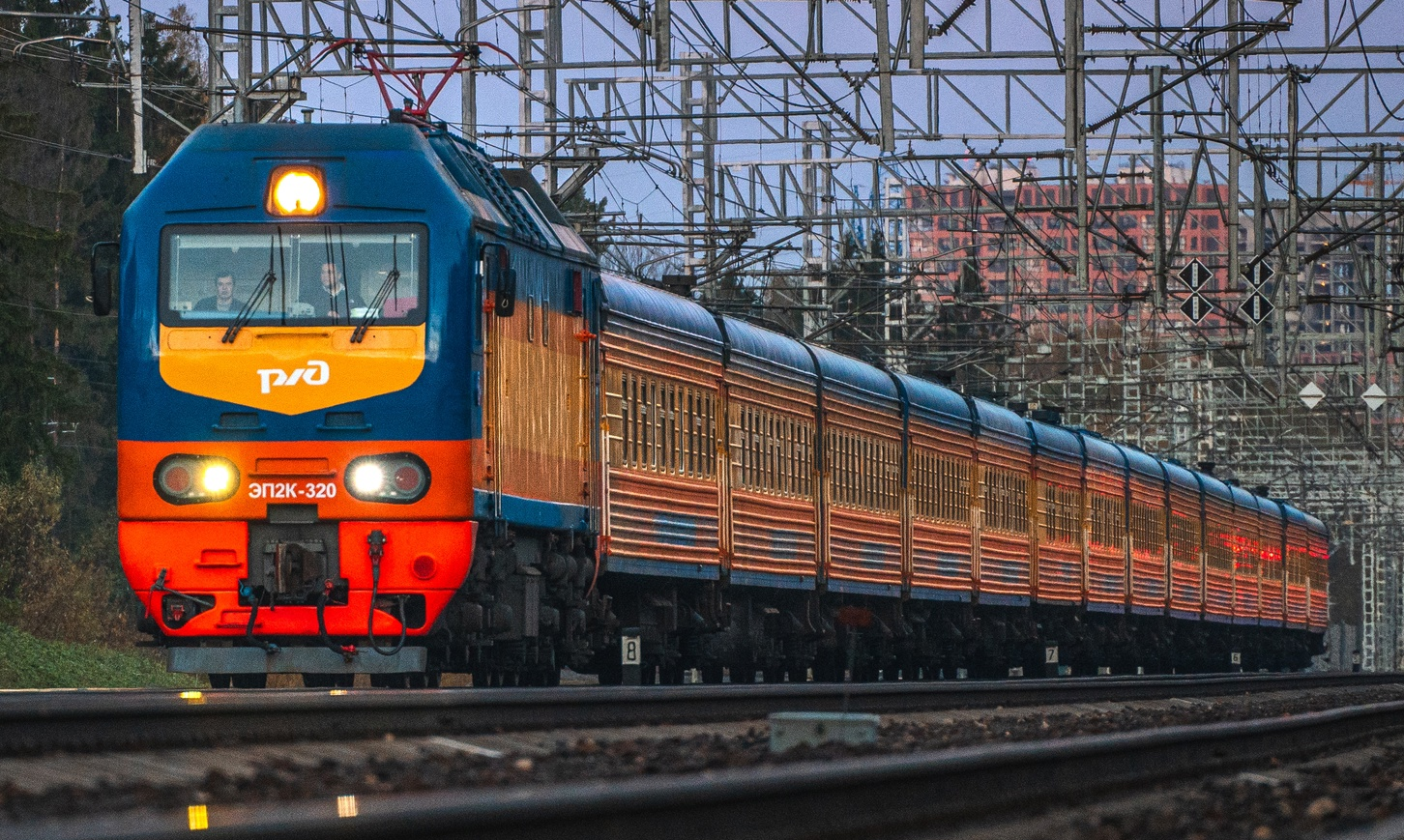
ЭП2К-320 с поездом «Мегаполис»
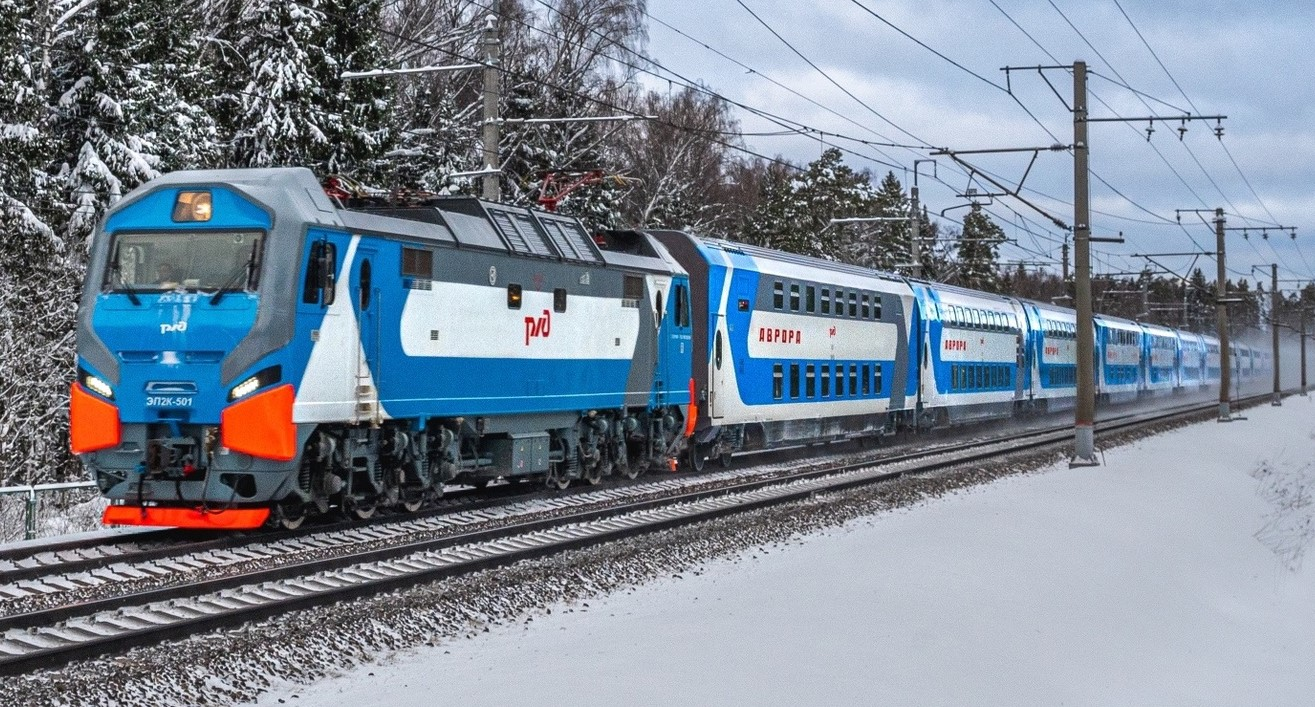
ЭП2К-501 с поездом «Аврора»

Более 100 электровозов приписаны к депо Москва-Сортировочная-Рязанская Московской железной дороги, до осени 2020 года они обслуживались в депо депо Ожерелье. Эти электровозы преимущественно обслуживают пассажирские поезда на Рязанском и отчасти на Павелецком направлениях Московской ЖД, в меньшем количестве встречаясь и на других направлениях Московского узла.
Порядка 50 электровозов начиная с 2020 года эксплуатируется в депо Самара Куйбышевской железной дороги. Эти электровозы обслуживают поезда преимущественно на участке Москва — Рязань — Саранск — Самара — Уфа — Челябинск — Омск с ответвлениями на Пензу и Екатеринбург совместно с электровозами из депо Барабинск и Москва-Сортировочная-Рязанская, иногда водя поезда и на других направлениях московского, приуральского и западно-сибирского регионов.
За время эксплуатации электровозы ЭП2К, как и тепловозы ТЭП70БС, зарекомендовали себя с положительной стороны как одни из самых надёжных локомотивов. Несмотря на применяемые в них устаревшие технические решения, такие как коллекторные тяговые электродвигатели и реостатно-контакторная система регулирования, они отличались высокой отказоустойчивостью и хорошим уровнем комфорта для машинистов, благодаря чему получили положительные отзывы машинистов. В связи с этим их межремонтный пробег был увеличен в 2013 году с 600 до 800 тысяч километров. По состоянию на осень 2024 они составляли примерно 30% парка пассажирских электровозов РЖД, и 99% из них находилось в регулярной эксплуатации. К концу года их суммарный пробег составлял около 800 тысяч километров.
Данные по приписке электровозов ЭП2К по номерам по состоянию на апрель 2025 года приведены в таблице:
| Дорога            | Депо                                    | Количество | Номера |
| Западно-Сибирская | Барабинск                               | 232        | 001—029, 031, 037—117, 119—137, 139—141, 143, 144, 160—165, 167, 169—173, 194—206, 208, 253—268, 274—309, 312, 315-317, 322—324, 328, 329, 334, 335, 339—341, 343—347 |
| Куйбышевская      | Самара                                  | 54         | 138, 142, 416—456, 470—480 |
| Московская        | Москва-Сортировочная-Рязанская          | 109        | 118, 166, 168, 207, 244—252, 310, 311, 313, 314, 318—321, 325—327, 330—333, 336—338, 342, 348—415, 467—469, 494—498, 505                                              |
| Октябрьская       | Санкт-Петербург-Пассажирский-Московский | 114        | 030, 032—036, 145—159, 174—193, 209—243, 269—273, 457—466, 481—493, 500—504, 506—510                                                                                  |

- ЭП2К, следующий с двухэтажным пассажирским поездом по линии Москва — Санкт-Петербург через станцию Тосно на скорости порядка 100 км/ч
- ЭП2К-055 с поездом №070Ч Москва — Чита отправляется со станции Балезино. Слышен звук разгона электровоза
- ЭП2К-072 с пассажирским поездом, станция Шарташ (Екатеринбург). Слышен звук работы электрооборудования
- Отправление ЭП2К-226 с пассажирским поездом от Московского вокзала  Санкт-Петербурге. Слышен звук разгона электровоза

### Происшествия
- 5 октября 2011 года незакреплённый локомотив ЭП2К-033 самопроизвольно пришёл в движение и упал в яму поворотного круга ТЧ-8 с повреждением ходовой части. К концу 2012 года электровоз был восстановлен.
- 5 ноября 2014 года ЭП2К-025 незначительно пострадал при столкновении с электровозом ВЛ11-364 на станции Сабик Свердловской железной дороги. После короткого ремонта вернулся в строй[5].
- 22 ноября 2014 года ЭП2К-144 с пассажирским поездом № 57 сообщением Иркутск — Кисловодск на скорости порядка 80 км/ч протаранил грузовой автомобиль МАЗ на переезде без шлагбаума в Казахстане между станциями Кондратовка-Сибирская и Петропавловск Южно-Уральской железной дороги. Грузовой автомобиль не сумел затормозить на скользкой дороге перед переездом и на малой скорости выкатился на путь, врезавшись в бок электровоза 2ЭС6, который двигался с грузовым поездом во встречном направлении, в результате чего автомобиль отбросило и повернуло. Через несколько секунд в него врезался движущийся навстречу по первому пути ЭП2К и разнёс автомобиль на части, что также спровоцировало сход с рельс грузового поезда из-за выбивания частей грузовика[19]. В результате кабина ЭП2К была серьёзно вмята и повреждён её каркас и пульт управления, часть внешней обшивки и метельник разрушены, особенно с правой стороны, а стекло треснуло. Электровоз отправлен на восстановительный ремонт для её замены на новую на Новосибирский электровозоремонтный завод[5]. По состоянию на июнь 2018 года к ремонту локомотива не приступали.
- 28 ноября 2014 года ЭП2К-107 с пассажирским поездом № 101 сообщением Нижневартовск — Пенза столкнулся с грузовиком, пытавшимся проскочить перед поездом на запрещающий сигнал светофора на переезде без шлагбаума между станциями Пышминская и Богданович Свердловской железной дороги. У электровоза была повреждена внешняя обшивка кузова и метельник на левом углу кабины, а также разбит фонарь[20]. В конце 2015 — начале 2016 года Новосибирский электровозоремонтный завод произвёл восстановительный ремонт с заменой кабины на новую. Электровоз отремонтирован и в 2019 году вернулся в строй.[5].
- 6 октября 2017 года ЭП2К-192 с пассажирским поездом № 60 сообщением Санкт-Петербург — Нижний Новгород протаранил автобус Mercedes-Benz O303, заглохший на переезде c московской стороны станции Покров Горьковского направления Московской железной дороги. Машинист поезда применил экстренное торможение, но не успел остановиться, и электровоз врезался в автобус, разорвав его на части. После удара поезд проехал ещё 200 метров в режиме экстренного торможения, протащив при этом переднюю часть автобуса, оторванную от основной, которая была отброшена от места столкновения на 30 метров[21]. Электровоз получил серьёзные повреждения кабины (вмятины и разрывы обшивки, трещины стекла, деформирование каркас) и сильную вмятину правого бока и будет отправлен на ремонт[5].
- 22 марта 2018 года ЭП2К-333 с пассажирским поездом № 119 Санкт-Петербург — Белгород сошёл с рельс на перегоне между станциями Елизаровка и Осеченка Октябрьской железной дороги из-за наличия постороннего предмета на них. Посторонним предметом являются части от мотрисы АСГ-30П. В результате под поезд был прицеплен другой электровоз, а ЭП2К-333 отправлен на ремонт[5].
- 18 ноября 2023 года кабина ЭП2К-050 пострадала от возгорания на станции Тюмень Свердловской железной дороги.
- 1 апреля 2024 года ЭП2К-412 с пассажирским поездом № 15 Архангельск — Москва столкнулся с автобусом на переезде между станциями Шушково и Берендеево Северной железной дороги. В результате 8 человек погибли, кабина электровоза получила сильные повреждения (вмятины и разрывы обшивки, трещины стекла, деформирование каркаса).
- 2 августа 2024 года ЭП2К-003 с пассажирским поездом № 11 «Ямал» Новый Уренгой — Москва столкнулся с грузовым автомобилем ЗИЛ на переезде без шлагбаума между станциями Европейская и Усть-Тискос Свердловской железной дороги. В результате пострадал водитель грузовика, у электровоза повреждения кабины (вмятины, разбита фара).
- 11 августа 2024 кабина ЭП2К-159 пострадала от возгорания на станции Бабаево Октябрьской железной дороги.

### Комментарии
1. ↑  Единственным советским пассажирским электровозом постоянного тока был ПБ21, выпущен в единственном экземпляре.
2. ↑  при скорости до 10 км/ч